# Otluk, Kızıltepe
Otluk là một xã thuộc huyện Kızıltepe, tỉnh Mardin, Thổ Nhĩ Kỳ. Ngôi làng là nơi sinh sống của người Kurd thuộc bộ tộc Xalecan và có dân số 287 người vào năm 2021.